# 斜桥站 (中国铁路)
斜桥站是一个沪昆铁路上的铁路车站，位于浙江省海宁市斜桥镇，建于1909年，目前为四等站，邮政编码为314406。车站目前仅办理列车列车通过及避让业务，不办理客货运业务，每日有150趟列车经过。

## 历史
斜桥站作为沪杭铁路的中间站于1909年启用，当时站房设有房屋五间，占地115.38平方米，为英式建筑风格。1918年，每年阴历八月十八前后开行、来往上海南站和长安镇站间的观潮专列改由斜桥站始发终到，这趟观潮 专列一直开行至1970年代。车站在最高峰时每天有数趟旅客列车停靠，可前往上海、杭州、宁波和金华等方向，还办理货运业务。
斜桥于1998年停办货运业务，客运业务则于2003年5月停办:461。2005年，沪杭铁路的电气化改造于斜桥站开始，车站树立了第一根电线杆。

## 车站结构
斜桥站旧有房屋五间，站场设有4条股道以及上行、下行月台各一座:461，其中上行月台中部设有雨棚一座。车站附近设有供车站职工使用的菜园和鱼塘。

### 炮楼
斜桥站附近设有日军炮楼，为海宁市级文物保护单位和爱国主义教育基地。炮楼由侵华日军修建于1940年，设有东西两座，位于站房旁。位于东部的主炮楼共设有三层：第一层和第二层布满了机枪眼和观察口，分别对准站内的铁路线和站外的公路，最上层则是瞭望台；炮楼地下还设有水牢。炮楼附近设有营房，墙面贴满当年发行的包括《大阪每日新闻》等日文报纸。2013年5月，海宁市政府全面修缮车站站房及炮楼，次年被列为海宁市列为市级文物保护单位。

## 接驳交通
| 斜桥火车站 | 斜桥火车站     | 斜桥火车站 | 斜桥火车站     | 斜桥火车站 |
| 编号       | 路线           | 路线       | 路线           | 备注       |
| ---------- | -------------- | ---------- | -------------- | ---------- |
| 斜桥3海宁  | 白坑头文保遗址 | ⇆          | 斜桥中心卫生院 |            |